# Christoph Fisser
Christoph Fisser, nascido em 1960, é um produtor de filmes alemão e vice-presidente do Studio Babelsberg.
Fisser adquiriu o Studio Babelsberg, juntamente com seu sócio e atual CEO Charlie Woebcken em julho de 2004 do grupo de mídia francês Vivendi.

## Filmes produzidos
- Die Fälscher (2007)
- Flammen & Citronen (2007)
- Speed Racer (2007)
- Valkyrie (2007)
- The International (2007)
- O Leitor (2008)
- Inglourious Basterds (2008)
- The Ghost Writer (2009)
- Anonymous (2010)